# Mir Iskousstva (revue)

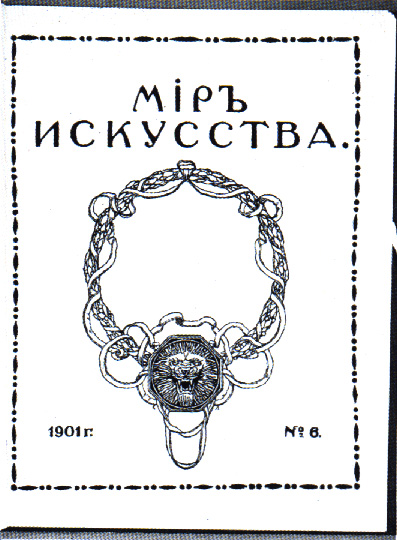
Couverture de la revue en 1901

Mir Iskousstva (en russe : Мир искусства) ou Le Monde de l'art  est une revue mensuelle illustrée, qui est parue à Saint-Pétersbourg, en Russie, de 1898 à 1904, dont les auteurs se sont consacrés à la diffusion de l'œuvre picturale et littéraire des symbolistes russes et du mouvement Mir iskousstva.
Les bureaux de la rédaction de la revue sont installés dans la maison de Serge de Diaghilev animateur infatigable du mouvement  (Perspective Liteïny, 45; а с 1900 — Fontanka, 11, à Saint-Pétersbourg).

## Histoire
En Europe, à la fin du XIXe siècle, et dans le monde germanique en particulier, naissent des revues qui propagent l'Art nouveau tout en composant parfois avec leur aspect satirique. Dans l'Empire allemand , dans les années  1890, ce sont  les revues Pan (1894), Jugend (1896), Simplicissimus (1896) et en Autriche: Ver sacrum (1898) .  
En Russie, Vladimir Stassov, un des chefs de file des Ambulants ne ménage pas ses critiques envers l'exposition des peintres finlandais et russes de 1898, organisée par Serge de Diaghilev . Ce dernier se sent obligé de répondre à ces accusations et de créer une revue qui propage ses idées sur l'art et montre au public qu'en Russie aussi il y a des forces fraîches et jeunes prêtes à s'exprimer, outre les Ambulants.

### Les débuts

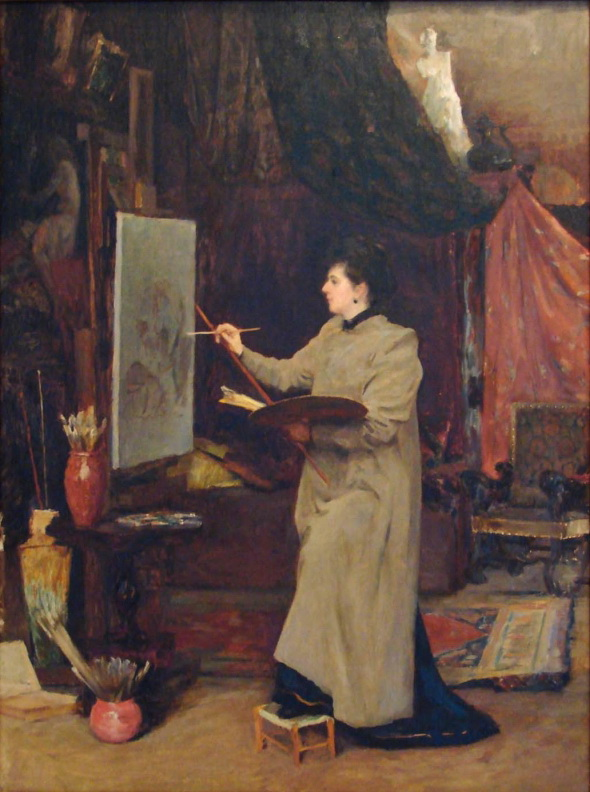
Maria Tenicheva par Ciaglinski (1896, Talachkino)

Diaghilev dispose d'un certain prestige dans le monde des affaires qui lui permet de faire appel à Savva Mamontov, riche mécène dont il obtient une promesse d'appui financier. 
Quant à la vie mondaine de Diaghilev, elle lui permet de cultiver des relations avec la princesse Maria Tenicheva, dont le mari, haut fonctionnaire, dispose d'une immense fortune personnelle. Le 18 mars 1898, un contrat est passé entre la princesse Tenicheva, Diaghilev et Mamontov, au terme duquel la princesse et Mamontov s'engagent à verser chacun 12 500 roubles par an pour fonder la revue Mir Iskousstva dont le rédacteur en chef sera Diaghilev. Malheureusement, Mamontov s'est engagé à la veille d'une faillite. Celle-ci est suivie d'un procès spectaculaire qui le brise moralement et l'oblige à quitter la vie publique. La première année la princesse Tenicheva comble elle-même le déficit créé par le départ de Mamontov . 
Mais les relations personnelles entre Diaghilev et la princesse Tenicheva se détériorent rapidement. De plus, cette dernière est attaquée par une cabale dans la presse, parce qu'un certain public était choqué par son achat d'un grand panneau des Roussalki du peintre Mikhaïl Vroubel, considéré par certains comme un peintre maudit.
Le portraitiste de la famille impériale Valentin Serov obtient alors, grâce à ses relations au palais, une subvention du gouvernement au profit de la revue, qui s'élève à 30 000 roubles par an pour trois ans.
Mais indépendamment des difficultés matérielles, des réticences apparaissent parmi ceux qui se sont engagés dès le départ de l'entreprise vis-à-vis de Diaghilev. Alexandre Benois lui-même est pris de doutes. « Élever jusqu'à soi un grand public, cela veut dire en fait, s'abaisser à son niveau. Et puis, qu'ai-je à faire du grand public ? »

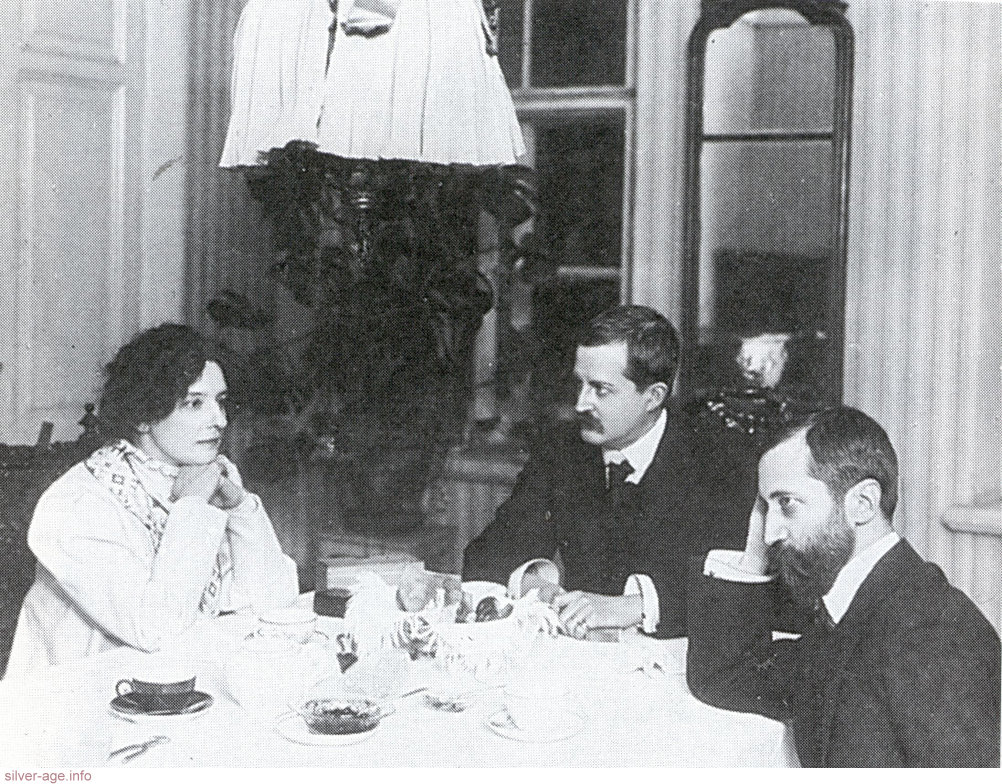
Zinaïda Hippius, Dimitri Philosophoff Dimitri Merejkovski

Serge de Diaghilev et Dimitri Philosophoff surmontent toutefois toutes les difficultés grâce à leur acharnement .
Finalement, le premier numéro de la revue sort de presse le 9 novembre 1898. Puis la revue sort une fois toutes les deux semaines, enfin à partir de 1901 une fois par mois.
La rédaction dispose d'une structure très souple. Alexandre Benois devient l'un des principaux personnages de la revue. En 1899, Anna Ostroumova-Lebedeva et Eugène Lanceray complètent la série des peintres illustrateurs : Léon Bakst, Constantin Somov, Ivan Bilibine. En 1902 Igor Grabar vient ajouter son nom à cette liste et y fait entrer Mstislav Doboujinski.
La section littéraire de la revue n'apparaît pas dès l'origine mais seulement à partir de 1900 et elle ne comprend que des articles et de la critique, mais pas de reproduction d'œuvres littéraires. À la direction de ce département se trouve  Dimitri Philosophoff. Parmi les principaux collaborateurs il faut citer Dimitri Merejkovski et Zinaïda Hippius, Vassili Rozanov, Léon Chestov, Nikolaï Minski, Fiodor Sologoub, Constantin Balmont, et à partir du milieu de l'année 1901, Valéri Brioussov, et de l'année 1902, Andreï Biély.

### Problèmes de développement

#### Présentation
Les initiateurs de la revue rêvaient d'une revue présentée comme un véritable objet d'art : papier vergé, caractères de style qui avaient cours un siècle plus tôt. L'édition, au même titre que la haute couture, l'architecture, le ballet est considéré comme une des voies ouvertes, en tant qu'œuvre d'art synthétique. Le livre ou la revue devient un laboratoire d'expérimentation sophistiquée vers la perfection formelle. Les progrès des techniques d'imprimerie à la fin du siècle et les produits qu'elle apporte comme la diversité de polices, la netteté des caractères, l'acuité des couleurs, l'accès à de beaux papiers donnent aux livres et revues une apparence nouvelle.  
Placé sous le signe de l'art nouveau européen, Mir Iskousstva  considère que les arts dit mineurs doivent occuper une place de premier plan. L'illustration des livres, la lithogravure, l'affiche, les lettrines , les frontispice les culs-de-lampe, les vignettes attirent les meilleurs artistes et artisans.

#### Contenu
La revue consacre une grande place aux arts appliqués, c'est-à-dire à ceux qui s'occupent d'introduire la beauté dans le cadre de l'existence. L'agrémentation des intérieurs fait appel aux fabrications artisanales des centres de Talachkino et d'Abramtsevo, qui produisent des objets en bois façonnés au tour. La princesse Tenicheva qui finance Talachkino ne peut pas ne pas trouver d'écho dans les pages de la revue qu'elle a aidé à débuter sur le plan financier. 

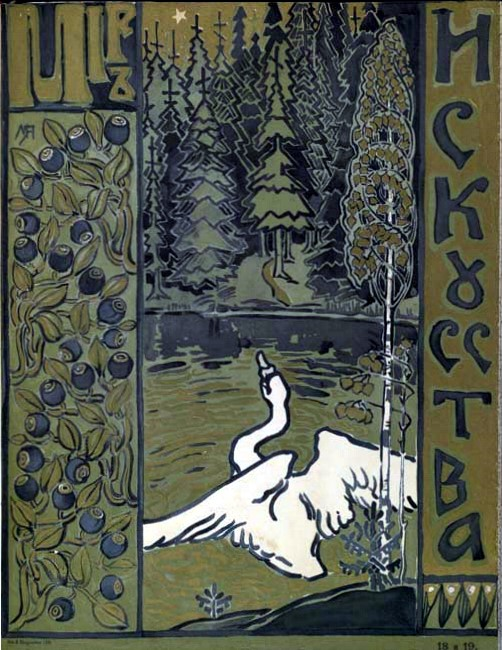
Elena Polenova, couverture de la revue Mir Iskousstva, 1899

À l'origine, la revue était destinée uniquement à la publication d'articles de critiques d'art et d'illustrations nombreuses et de bonne qualité. Elle se présentait comme des cahiers de grand format qui pouvaient être reliés par semestre pour former un volume important en édition d'art de luxe.
Cette édition de luxe  était dédiée aussi bien aux artistes russes qu'étrangers, parmi lesquels pour les russes : Ilia Répine, Constantin Somov, Viktor Vasnetsov et Apollinaire Vasnetsov, Vassili Polenov, Valentin Serov, Mikhaïl Nesterov, Isaac Levitan, Constantin Korovine, Léon Bakst, Eugène Lanceray et beaucoup d'autres. Cela donnait à la revue un niveau esthétique extrêmement élevé vu la personnalité de ces artistes. 
Un grand nombre de documents sont consacrés à la production d'un art russe de conception individualiste, libre et autosuffisant mais en même temps nationaliste. Une attention particulière est accordée à l'art russe de la fin du XVIIIe siècle début du XIXe siècle. La revue occupe la première place en Russie en matière d'art nouveau et présente à ses lecteurs  un large éventail de connaissances sur la vie artistique mondiale de ces années  (des articles et des notes d'Alexandre Benois, Igor Grabar, de Diaghilev, Vassily Kandinsky, des extraits d'œuvres de théoriciens de l'art occidentaux en vue, des tours d'horizon d'ouvrages parus à l'étranger, des reproductions d'expositions, des reproductions d'œuvres de peintres russes et étrangers contemporains).
La revue est, au moment du changement de siècle, la porte-parole des nouvelles tendances de l'art et a un effet déterminant sur le développement de la culture russe.
La section littéraire de la revue n'apparait pas dès l'origine, mais seulement à partir de 1900, et ne comprend que des articles et de la critique, mais pas de reproduction d'œuvres littéraires. À la direction de ce département se trouve  Dimitri Philosophoff. Parmi les principaux collaborateurs il faut citer Dimitri Merejkovski et Zinaïda Hippius, Vassili Rozanov, Léon Chestov, Nikolaï Minski, Fiodor Sologoub, Constantin Balmont, et à partir du milieu de l'année 1901, Valéri Brioussov, et de l'année  1902 Andreï Biély. 

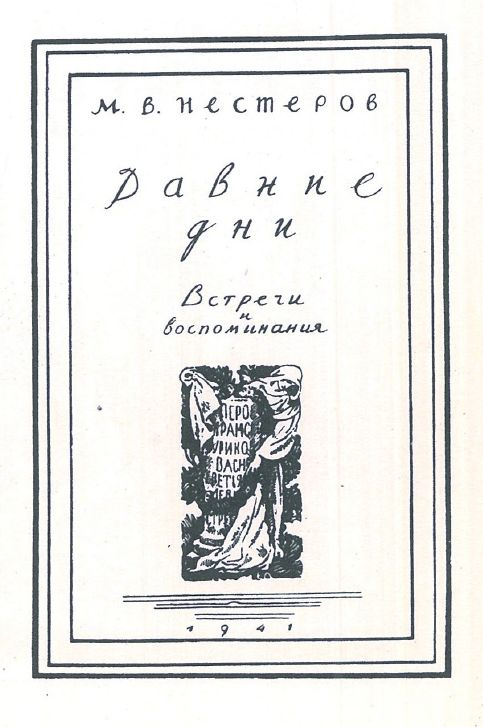
E. Lanceray gravure pour un livre de Mikhaïl Nesterov

La revue publie aussi des œuvres de philosophie religieuse de  Dimitri Merejkovski (par exemple ses recherches approfondies sur Léon Tosltoï et Dostoïevski), des œuvres de Zinaïda Hippius, Nicolaï Minski (Lettres philosophiques), Léon Chestov, Vassili Rozanov, Constantin Balmont, Semion Loure, des articles de critique littéraire de  Valéri Brioussov, Andreï Biély, Alfred Nourok. Avant même que s'organise au sein de la revue le département proprement littéraire, l'ouvrage Dans le monde de l'art, de Vladimir Soloviev, avait toutefois déjà été publié. Parmi les textes publiés les plus importants il faut encore citer : Léon Tolstoï et Dostoïevski de Merejkovski (durant les années 1900 et 1901 en différentes parties), Le Philosophie de la Tragédie de Léon Chestov en 1902, Conversations philosophiques de N. Minski (publie de 1901 à 1903), et un nombre important d'articles de Vassili Rozanov.
Parmi les articles intéressants on trouve encore La dégénérescence de la rime (1901, № 5) de Sergey Andreyevsky (en), l'article de Valéri Brioussov Une vérité inutile: à propos du théâtre d'art de Moscou (1902, № 4), les articles d'Andreï Biély : La cantatrice (1902, № 11), Les formes d'art (1902, № 12) et le symbolisme comme conception du monde (1904, № 5). C'est, en effet, dans Mir Iskousstva que de nombreuses propositions fondamentales sur le symbolisme ont été émises, que des questions ont été posées à ce propos et que les premières tentatives de réponses ont été données.
La partie littéraire de la revue étant orientée vers le symbolisme russe, cela finit par provoquer un conflit avec la partie artistique qui se tourne vers la nouvelle esthétique appelée plus tard Art nouveau. Après une discussion ouverte mais orageuse, le groupe littéraire Philossophoff-Merejkovski préfère quitter la revue et fonder sa propre publication Novy Put (en).
La capacité de Mir Iskousstva de regarder et de voir non seulement vers l'avenir, mais aussi vers le passé, jusqu'à l'antiquité lointaine, apparaît comme une conséquence des différentes visions du monde de ses collaborateurs et de leurs nombreuses spécificités en matière de goût et de centre d'intérêts. 
Au sein de la revue et du mouvement une division existe entre les conservateurs (ceux qui s'intéressent surtout à lart du passé) et les radicaux. Parmi les conservateurs on compte : A. Benois, E. Lanceray, Merejkovski, parfois Valentin Serov. Chez les radicaux : A. Nourok, Walter Nouvel, Léon Bakst, Z. Hippius et même Valentin Serov. Dans le rôle d'équilibriste entre les groupes on trouve Diaghilev et Philosophoff. Le plus souvent les désaccords concernent les pages de la revue. Du fait de son caractère éclectique, la revue offrait à chaque auteur pleine liberté pour l'expression de ses opinions. Mais cette liberté  produit, dès le début, une révolution décisive en littérature et en matière de goûts artistiques.

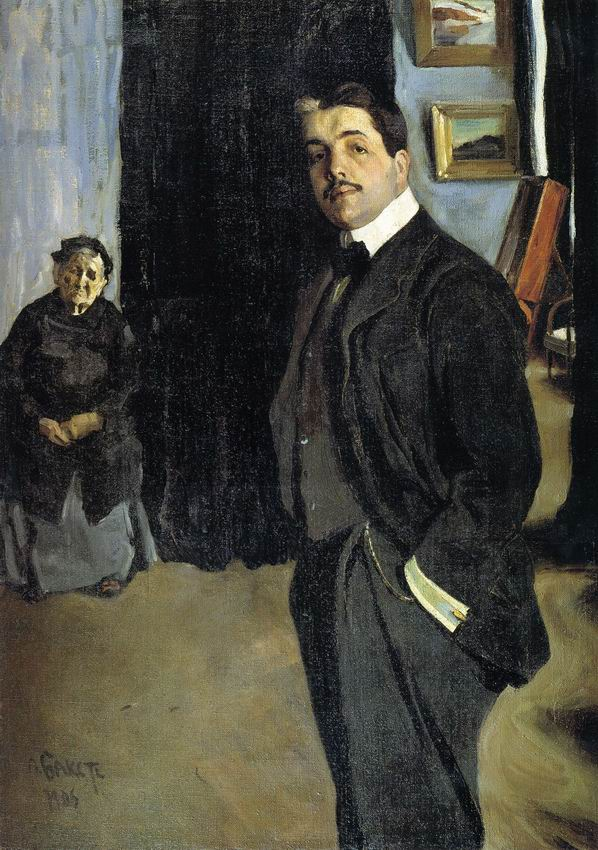
Diaghilev par Léon Bakst

Mir Iskousstva ouvre non seulement les yeux des lecteurs sur la beauté classique des palais de Saint-Pétersbourg et de ses environs, mais aussi sur l'élégance romantique de l'époque du règne de Paul Ier et d' Alexandre Ier, et avant eux sur la beauté de l'architecture du Moyen Âge et de l'Iconographie russe. La revue présente un type de paysage historique lyrique avec Benois ou fort romantique avec Eugène Lanceray. La revue fait réfléchir ses lecteurs de l'époque au sens moderne des civilisations anciennes et des croyances, mais aussi  à la nécessité de réévaluer sérieusement leur patrimoine littéraire.
La revue souhaite encore informer ses lecteurs sur la vie de l'art à l'étranger. Elle publie des articles de Maurice Maeterlinck, Edvard Grieg, Friedrich Nietzsche, John Ruskin.
Des correspondants bénévoles envient des comptes rendus sur la vie artistique à l'étranger. C'est ainsi que Benois, lors de son séjour à Paris, donne à la revue la primeur de sa découvert de l'impressionnisme français encore presque inconnu ne Russie. En 1904, Grabar fera de même et joindra des photographies de tableaux de Matisse, et Picasso auxquels on ne s'intéressait pas encore en France.
Constantin Korovine et Alexandre Golovine sont des représentants de Mir Iskousstva qui ont fait pénétrer les conceptions esthétiques du mouvement dans les mises en scène des Théâtres impériaux.
Un des aspects les plus importants de l'activité artistique de  Constantin Korovine est la décoration de théâtre. Il a commencé par faire les décors pour l'opéra privé de Mamontov. Puis il est nommé aux Théâtres impériaux en 1898. Là il enrichit de ses décors les mises en scène de drames et de ballets. Alexandre Golovine, quant à lui, commence ses activités de peintre de décor au Théâtre Bolchoï, puis, en 1902, il devient décorateur principal des Théâtres Impériaux à Saint-Pétersbourg. Ses décors de Boris Godounov en 1908 est un modèle du genre pour l'époque.
Alexandre Benois se voit offrir, l'été 1900, le poste de secrétaire de la  Société impériale d'encouragement des beaux-arts et de rédacteur de la revue produite par cette société. Il transforme celle-ci et lui  donne le nom de  Trésor artistiques de la Russie, dont le contenu vient s'ajouter à Mir Iskousstva.  Ce contenu consiste en des reproductions et des photos de monuments du patrimoine culturel national accompagnées de notes. 
- Mir Iskousstva 1902 Т.07, № 01-02
- Mir Iskousstva 1903 Т.09, № 01-06
- Mir Iskousstva 1904 Т.11, № 01-03

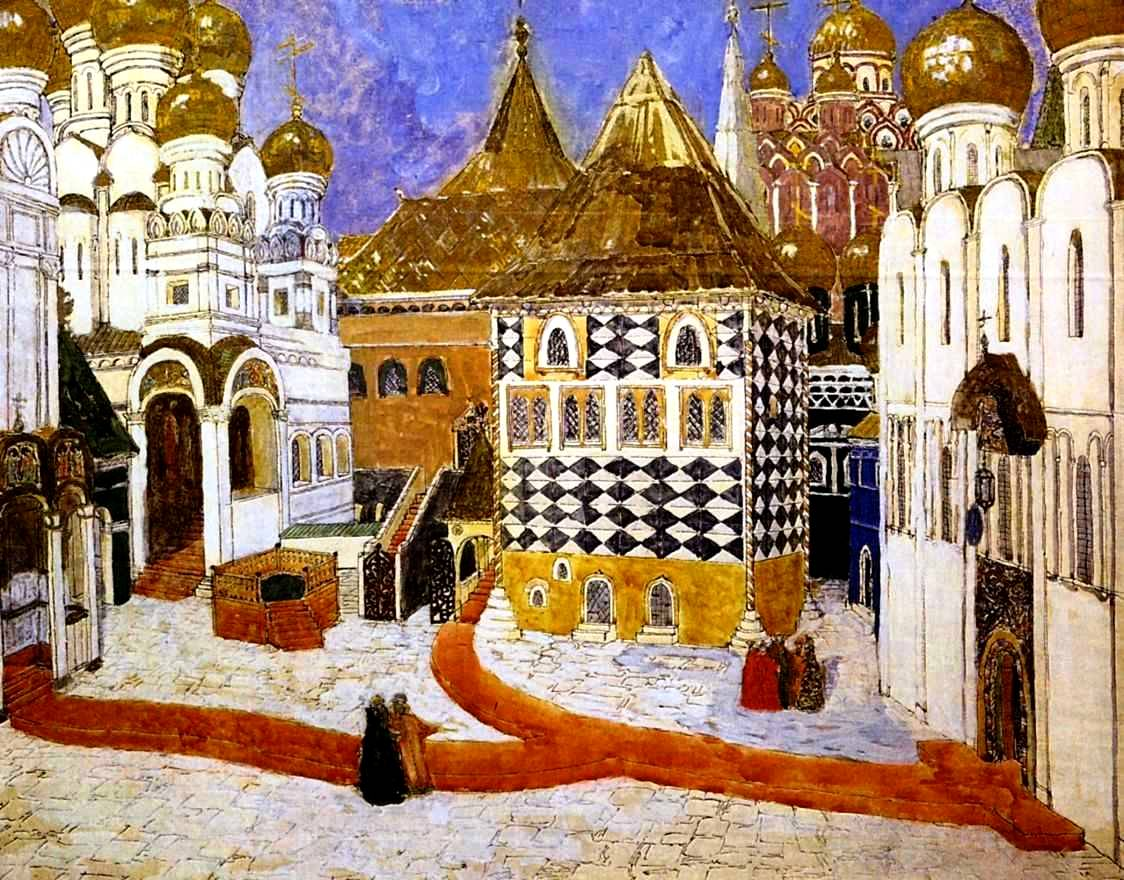
décor de Boris Godounov (opéra) par A. Golovine

#### Différends et fin de la revue
Les différends entre les diverses tendances au sein du groupe éditorial de la revue Mir Iskousstva ont provoqué l'apparition d'une nouvelle revue séparée et éditée par le groupe de Merejkovski sous le nom de Novy Put (en), et en 1904 de la revue Vesy. Tandis que Mir Iskousstva , du fait notamment de ses problèmes financiers, n'a pas pu poursuivre ses publications. De plus toutes les questions relatives à l'art que les membres du groupe souhaitaient poser l'avaient été si bien qu'ils se demandaient si des recherches plus avancées ne risquaient pas de devenir de vaines répétitions, un piétinement sur place.
La revue a toujours éprouvé des difficultés financières à cause de son prix de vente trop bas  ne couvrant pas le prix de revient qui était celui d'une édition de luxe.
En 1904, la subvention de 30 000 roubles par an, accordée par le gouvernement, est annulée à cause de la guerre russo-japonaise. Sollicitée à nouveau par Diaghilev, la princesse Tenicheva refuse de poursuivre ses subventions parce que Diaghilev ne veut pas remplacer Benois, occidentaliste convaincu, par Nicolas Roerich tourné tout entier vers le passé de la Russie, comme elle le souhaite.
Mais la fin de la revue ne fut pas seulement provoquée par des difficultés financières. Des divergences idéologiques, la lassitude de Benois, l'idée pour la plupart qu'ils ont fait leur temps annoncent la fin. Pour éviter la catastrophe, Diaghilev  propose à Anton Tchekhov de prendre une part active à la revue pour lui donner une bonne secousse.
Malgré les difficultés qui s'accumulent, Dhaguilev veut donner un souffle nouveau à la revue. Pour lui, Tchékov est la seule personne avec qui il voulait s'associer. Mais celui-ci refuse, parce que, écrit-il, : « Dans une revue, comme dans un tableau ou un poème, il ne doit y avoir qu'une seule personne qui décide. Comme c'est le cas pour Mir Iskousstva, jusqu'à présent c'est bien. Il faut s'en tenir à cela». Mais il refuse également pour des raisons de santé (il était atteint de tuberculose et vivait à Yalta en Crimée où le climat convenait mieux à son état). Par ailleurs, Tchékov ne parvient pas à imaginer collaborer avec Dimitri Merejkovski du fait qu'il considère avec perplexité tout intellectuel croyant. Or Merejkovski a une foi déterminée,  de maître d'école, selon Tchekov 
Mir Iskousstva cesse de paraître à la fin de 1904. Beaucoup de ses membres rejoignent alors l'Union des artistes russes crée en 1903 à Moscou.